# Decreto legge luogotenenziale 151/1944
Il decreto legge luogotenenziale n. 151 del 25 giugno 1944, emanato dal governo Bonomi a pochi giorni di distanza dalla liberazione di Roma, stabiliva che alla fine della guerra sarebbe stata eletta a suffragio universale, diretto e segreto, un'assemblea costituente per scegliere la forma dello Stato e dare al paese una nuova costituzione.